# Conte di Dundee
Conte di Dundee è un titolo della Parìa di Scozia creato nel 1660 per John Scrymgeour, I conte di Dundee.

## Storia
Nel 1107 sir Alexander Carron, soprannominato Schyrmeschur ("lo spadiere") per la forza dimostrata contro i ribelli del nord, ottenne le armi ed il nome di Schyrmeschur da Alessandro I di Scozia. Gli venne anche garantito il titolo ereditario di portabandiera di Scozia. Nel 1298 sir Alexander Schyrmeschur ottenne anche l'incarico di Conestabile di Dundee.
Nel 1641, l'XI conestabile venne creato visconte di Dudhope e suo nipote, il III visconte, ottenne di essere elevato al titolo di conte di Dundee nel 1660 dopo la restaurazione. Alla sua morte nel 1668, il duca di Lauderdale rese noto che dal momento che il primo conte non aveva avuto eredi maschi e pertanto le sue terre erano passate alla corona. La contea di Dundee venne quindi garantita a Charles Maitland, III conte di Lauderdale, fratello minore del duca. Il titolo venne ripristinato ufficialmente solo nel 1953, quando venne determinato che il primo conte ebbe invece effettivamente degli eredi maschi, al contrario di quanto stabilito in precedenza. Il titolo venne pertanto concesso ad un lontano discendente del I conte, Henry James Scrymgeour-Wedderburn, che precedentemente aveva prestato servizio nella Camera dei Comuni.
Gli attuali titoli sussidiari dei conti di Dundee sono: Visconte di Dudhope (1641), Lord Scrymgeour (1641), Lord Inverkeithing (1660) e Barone Glassary (1954). I primi tre titoli sono inscritti nella Parìa di Scozia e la Baronìa di Glassary nella Parìa del Regno Unito. L'erede del titolare usa il titolo di cortesia di Visconte di Dudhope. La sede della famiglia è Birkhill House presso Cupar, Fife.

## Conestabili di Dundee (1298, 1324)
- Sir Alexander Schyrmeschur, I conestabile di Dundee (m. 1306)
- Sir Nicolas Scrymseor, II conestabile di Dundee (m. 1324)
- Sir John Scrymseor, III conestabile di Dundee (m. 1332)
- Sir Alexander Scrymseor, IV conestabile di Dundee (m. 1383)
- Sir James Scrymseor, V conestabile di Dundee (m. 1411)
- Sir John Scrymseor, VI conestabile di Dundee (m. 1465)
- Sir James Scrymseour, VII conestabile di Dundee (m. 1478)
- Sir James Scrimgeour, VIII conestabile di Dundee (m. 1504)
- Sir James Scrymseor, IX conestabile di Dundee (m. 1546)
- Sir James Scrimgeour, X conestabile di Dundee (m. 1612)
- Sir John Scrymgeour, XI conestabile di Dundee (m. 7 marzo 1643) (creato Visconte di Dudhope nel 1641)

## Visconti di Dudhope (1641)
- John Scrymgeour, I visconte di Dudhope (m. 1643)
- James Scrymgeour, II visconte di Dudhope (m. 1644)
- John [Scrymgeour], III visconte di Dudhope poi I conte di Dundee (m. 1668) (creato Conte di Dundee nel 1660; dichiarato quiescente nel 1668)

## Conti di Dundee (1660)
Nella lista che segue sono indicati i conti di Dundee: i conti che pretesero al titolo de jure (legalmente), difatti non lo ebbero (de facto).
- John Scrymgeour, I conte di Dundee (m. 1668) (quiescente dal 1668)
- John Scrymgeour di Kirkton, de jure II conte di Dundee (1628–1698)
- James Scrymgeour, de jure III conte di Dundee (1664–1699)
- Dr. Alexander Scrymgeour, de jure IV conte di Dundee (1669–1739)
- David Scrymgeour of Birkhill, de jure V conte di Dundee (1702–1772)
- Alexander Scrymgeour-Wedderburn, de jure VI conte di Dundee (1742–1811)
- Henry Scrymgeour-Wedderburn, de jure VII conte di Dundee (1755–1841)
- Frederick Lewis Scrymgeour-Wedderburn, de jure VIII conte di Dundee (1808–1874)
- Henry Scrymgeour-Wedderburn, de jure IX conte di Dundee (1840–1914)
- Henry Scrymgeour-Wedderburn, de jure X conte di Dundee (1872–1924)
- Henry Scrymgeour-Wedderburn, XI conte di Dundee (1902–1983) (ripristinato nel 1953)
- Alexander Henry Scrymgeour, XII conte di Dundee (n. 1949)

L'erede apparente dell'attuale detentore è il figlio primogenito Henry David Scrymgeour-Wedderburn, XV lord Scrymgeour (n. 1982).